# Clément Mouhot
Clément Mouhot (* 19. August 1978 in Paris) ist ein französischer Mathematiker, der sich mit partiellen Differentialgleichungen und stochastischen Prozessen mit Anwendungen in der statistischen Physik befasst.
Mouhot studierte an der Universität Lyon und der École normale supérieure de Lyon (ENS Lyon) mit der Agrégation in Mathematik 2001 und wurde 2004 an der ENS Lyon bei Cedric Villani promoviert (Etude mathématique de quelques équations cinétiques collisionnelles). Danach forschte er für das CNRS an der Universität Paris-Dauphiné und 2009/10 an der École normale supérieure in Paris. 2010 habilitierte er sich an der Universität Paris VI und wurde im selben Jahr Reader an der Universität Cambridge. Dort ist er seit 2013 Professor und seit 2012 Fellow des King’s College.
Er befasst sich mit partiellen Differentialgleichungen, Funktionalgleichungen und stochastischen Prozessen mit Anwendungen in der statistischen Physik (Physik verdünnter Gase, Boltzmann-Gleichung u. a.), Plasmaphysik (Landau-Dämpfung mit Villani), Dynamik von Galaxien, offenen Quantensystemen, granularer Materie. Nachdem sein Doktorvater Villani mit Mitarbeitern in den 2000er Jahren große Fortschritte bei der strengen Behandlung der Relaxation zum Gleichgewicht im Rahmen des H-Theorems von Ludwig Boltzmann machte, erzielte Mouhot Fortschritte bei der Abschätzung des (exponentiellen) zeitlichen Verlaufs dieser Annäherung, zum Beispiel im Fall des Gases harter Kugeln. 
Er befasste sich auch mit dem Programm von Mark Kac (1956) in der kinetischen Theorie (der die Boltzmanngleichung aus Markow-Sprungprozessen in einem Modell von Stößen in einem Vielteilchensystem mit ununterscheidbaren Teilchen ableitete). Dabei bewies er eine Vermutung von Kac über den Molekularfeld-Grenzfall der Theorie.
2016 hielt er einen Plenarvortrag auf dem Europäischen Mathematikerkongress in Berlin (DeGiorgi-Nash-Moser and Hörmander theories: new interplays). 2014 erhielt er den Whitehead-Preis und 2015 den Adams Prize. Außerdem erhielt er den Grand Prix Madame Victor Noury der Académie des sciences. 2019 wurde ein Asteroid nach ihm benannt: (335306) Mouhot.
Er ist Mitherausgeber des Journal of Statistical Physics und der Communications in Mathematical Physics.

## Schriften
- Rate of convergence to equilibrium of the spatially homogeneous Boltzmann equation with hard potentials, Comm. Math. Phys., Band 261, 2006, S. 629–672. Arxiv
- mit M. P. Gualdini, S. Mischler: Factorization of non-symmetric operators and exponential H-theorem, Preprint 2010,  2013, Arxiv
- mit Stéphane Mischler: Kac's Program in Kinetic Theory, Inventiones Mathematicae, Band 193, 2013, S. 1–147, Citeseer
- mit Mischler, Bernt Wennberg: A new approach to quantitative propagation of chaos for drift, diffusion and jump processes, Probability Theory and Related Fields, Band 161, 2015, S. 1–59, Arxiv
- mit Villani: On Landau damping, Acta Mathematica, Band 207, 2011, S. 29–201, Arxiv.
- mit Mischler: Stability, convergence to self-similarity and elastic limit for the Boltzmann equation for inelastic hard spheres, Discrete and Cont. Dyn. Syst., Series A, Band 24, 2009, S. 59–185, Arxiv
- mit Céline Baranger: Explicit spectral gap estimates for the linearized Boltzmann and Landau operators with hard potentials, Revista Matematica Iberoamericana, Band 21, 2005, S. 819–841, Arxiv
- mit Robert Strain: Spectral gap and coercivity estimates for linearized Boltzmann collision operators without angular cutoff, J. Mat. Pure Appl., Band 87, 2007, S. 515–535,  Arxiv